# Leonard Biedrzycki

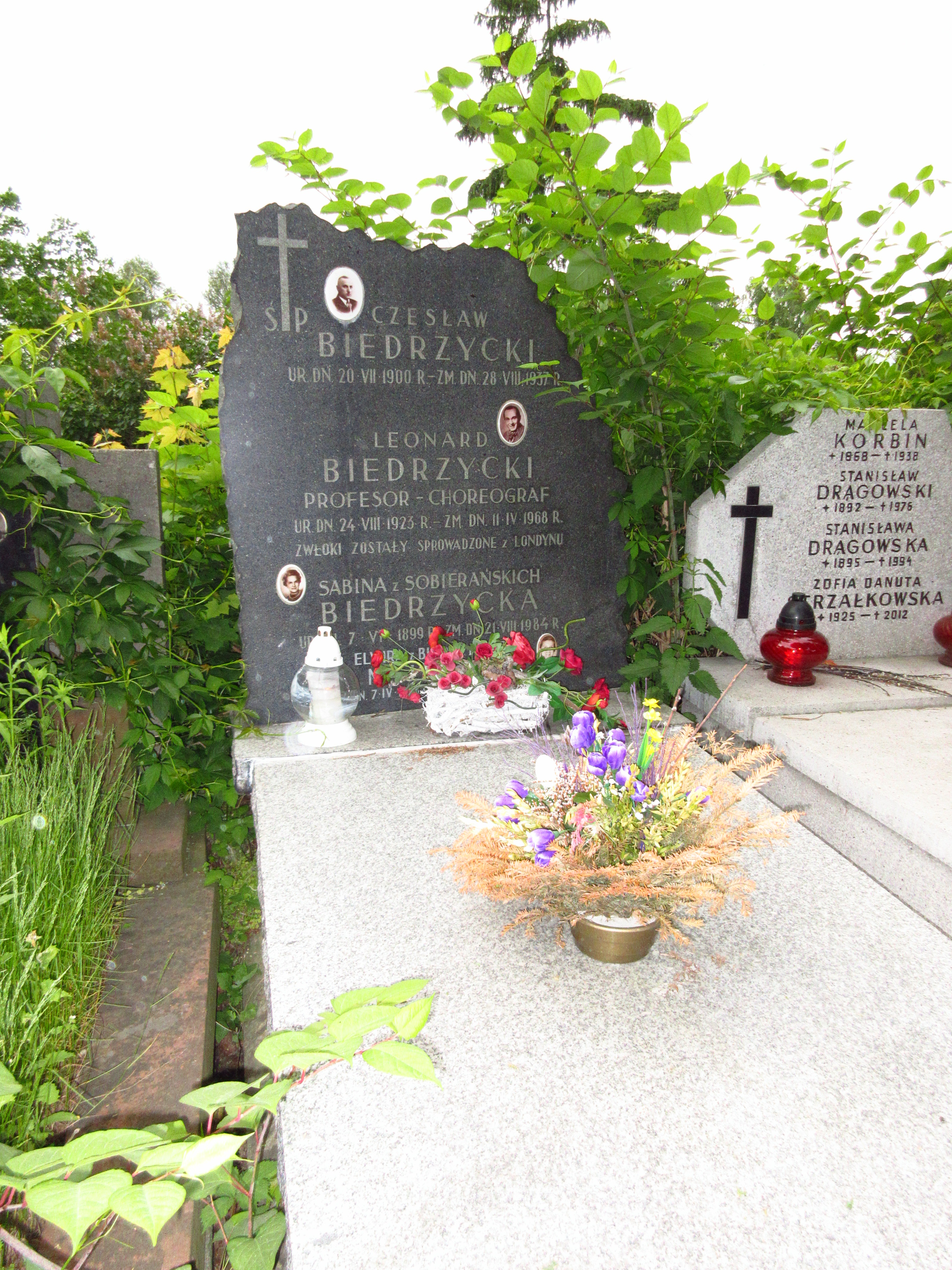
Grób Leonarda Biedrzyckiego na cmentarzu Bródnowskim

Leonard Bartłomiej Biedrzycki (używał imienia Leon) (ur. 24 sierpnia 1923 w Warszawie, zm. 11 kwietnia 1968 w Tunbridge Wells) – polski i brytyjski tancerz i aktor, profesor choreografii.

## Życiorys
Od 1932 był uczniem w Szkole Artystyczno-Baletowej, która działała przy Teatrze Wielkim w Warszawie. Od 1939 do 1944 występował w działającym jawnie Teatrze Miasta Warszawy, po upadku powstania warszawskiego dostał się do niewoli. Po wyzwoleniu oflagu, w którym przebywał dostał się do Czołówki Teatralnej 2 Korpusu Polskiego we Włoszech. Został zdemobilizowany podczas pobytu Korpusu w Wielkiej Brytanii, wówczas zdecydował się pozostać na emigracji.
Występował tańcząc w brytyjskich rewiach i przedstawieniach muzycznych, pracował jako choreograf w Ognisku Polskim w Londynie i w Teatrze Polskim działającym przy brytyjskim oddziale Związku Artystów Scen Polskich. Znany był z działalności impresaryjnej, poprzez polski Pagart zapraszał na występy w Wielkiej Brytanii  polskich wykonawców i zespoły pieśni i tańca. Do końca życia wykładał w The Legat Ballet School w Londynie. Pochowany na cmentarzu Bródnowskim (kwatera 85C-1-10).